# Xiphos (broń)

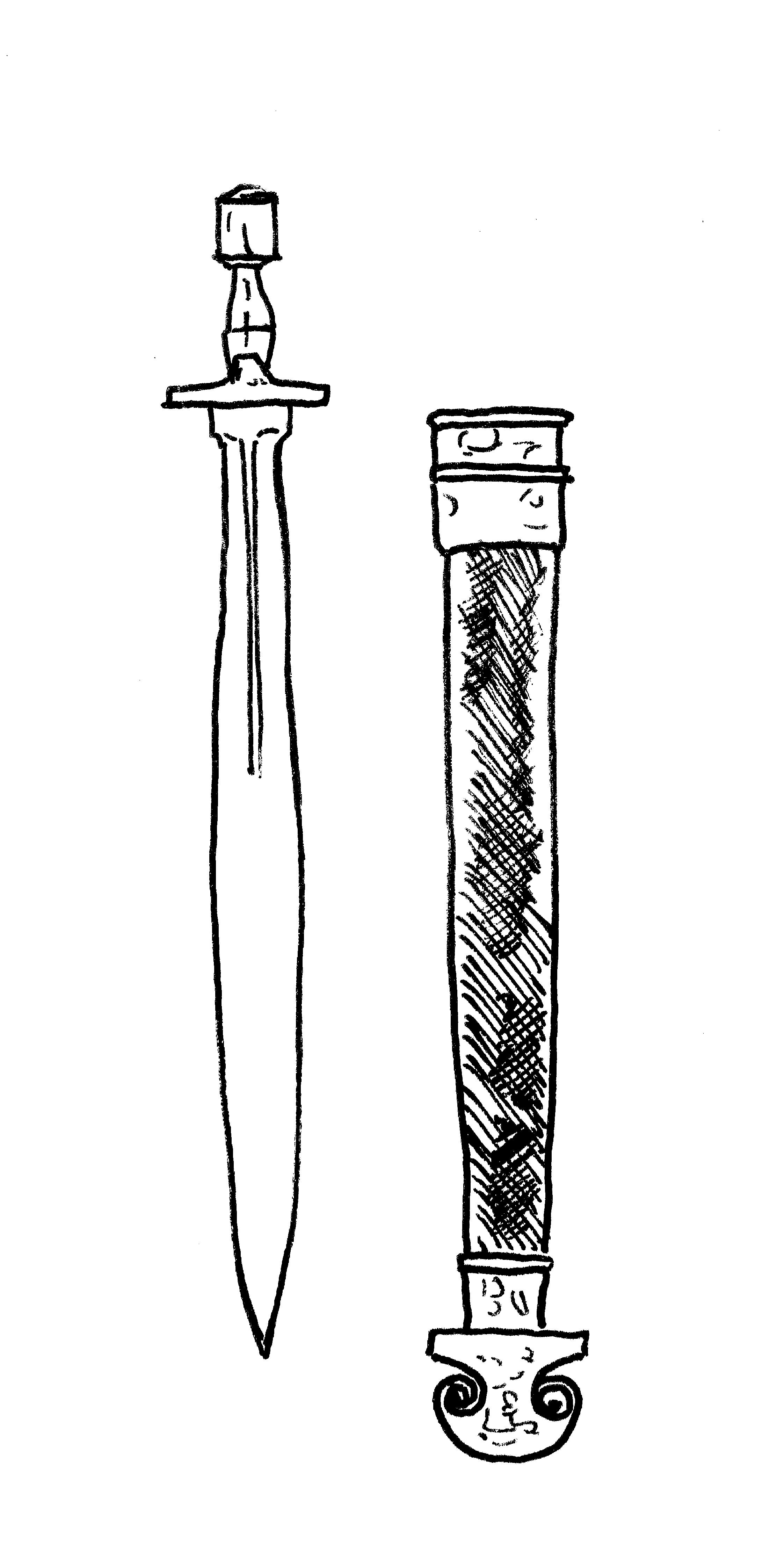
Xiphos

Xiphos, ksifos (stgr. ξίφος) – prosty obosieczny miecz używany przez starożytnych Greków. 
Pierwotnie wykonywany z brązu, o głowni długości ok. 50–60 cm, z trzonem. Rozszerzenie głowni osiągało największą szerokość pośrodku sztychu. W okresie klasycznym miecz ten wykonywano z żelaza, lecz jego podstawowa forma, o lekko przewężonej dwusiecznej głowni liściastego kształtu (najszerszej w ok. 2/3 długości), zazwyczaj nie przekraczającej 60 cm, nie uległa istotnej zmianie. Miecz cechowała poza tym wrzecionowata rękojeść z walcowatą głowicą, ostry sztych (w istocie była to broń kłująca) i nieco rozszerzona u nasady klinga z zaobleniem. Z biegiem czasu w jego konstrukcji uwidoczniała się w proporcjach tendencja do skracania długości (nawet do ok. 30 cm) wraz z powiększaniem szerokości. U Greków renomę najlepszych producentów tej broni zyskały warsztaty w Chalkis na Eubei.     
Xiphos był zasadniczą bronią boczną hoplitów, nadającą się zarówno do cięcia, jak i (głównie) do kłucia. Podstawową bronią greckiego piechura była jednak włócznia, dla której miecz stanowił uzupełnienie, używane po jej utracie bądź też w bliskim zwarciu. Skuteczność tego miecza przejawiała się zwłaszcza w bitewnej taktyce Spartan preferujących walkę wręcz. Noszono go zazwyczaj u lewego boku (co nie było regułą) w pochwie (koleos) z drewnianych łupków (później coraz częściej skórzanej). Zawieszony na pendencie, noszony był na biodrze. Od V wieku p.n.e. częściowo wypierany był przez jednosieczną machairę.
Podobni hoplitom hypaspiści z czasów Aleksandra Wielkiego także używali włóczni oraz xiphosów jako broni bocznej (dodatkowej).